# Vodice pri Gabrovki
Vodice pri Gabrovki este o localitate din comuna Litija, Slovenia, cu o populație de 41 de locuitori.